# Código Baseado na Forma
Um Código Baseado na Forma (CBF) (em inglês Form-Based Code ou FBC) é um método de ordenamento territorial que permite a obtenção de uma organização urbana (forma) específica. Códigos Baseados na Forma fomentam resultados edificados previsíveis e uma esfera pública de alta qualidade, utilizando a forma física (em vez do zoneamento) como princípio organizador, com menos foco no uso do solo, e através de normas municipais. Um CBF é um decreto, não meramente uma diretriz, adotado como norma municipal ou regional que oferece uma alternativa poderosa às regras de zoneamento convencionais.
Códigos Baseados na Forma são uma nova abordagem face aos actuais desafios de alastramento suburbano, deterioração de bairros históricos e negligência na segurança dos peões em novos empreendimentos. Certas tradições têm vindo a desaparecer como padrões de desenvolvimento, mas uma adopção generalizada por parte dos municípios de regulamentos de zoneamento de uso único tem desincentivado o urbanismo compacto e pedonal.

## História
O desenvolvimento dos Códigos Baseados na Forma modernos iniciou-se por arquitectos, desenhadores urbanos e planeadores frustrados pela ineficácia de críticas anteriores ao alastramento suburbano e à falha desses críticos em propor alternativas realistas. Estes profissionais, habituados a pensar de forma concreta nos problemas das comunidades, começaram a desenvolver soluções técnicas e sistémicas nos anos 70. O arquiteto Christopher Alexander publicou Uma Linguagem de Padrões (nome original: A Pattern Language) em 1977, um compêndio de regras físicas para projetar edifícios e espaços humanistas. 
A primeira grande tentativa de criar um Código Baseado na Forma contemporâneo foi realizada em 1982 para guiar a construção da cidade balnear de Seaside, na Flórida, pelo atelier de arquitetura do casal Andres Duany e Elizabeth Plater-Zyberk, vencedores do Prémio Driehaus. Apercebendo-se que desenhar uma cidade toda de raiz seria uma tarefa colossal e que em última análise não teria a serendipidade visual que apenas pode brotar graças a uma pluralidade de mentes criativas em acção, eles decidiram criar um código de design que definisse parâmetros físicos basilares mapeados por lotes, e depois convidaram os empreiteiros e arquitectos a deixar a sua própria marca distintiva nos respectivos projectos - desde que operassem dentro desses parâmetros. O Código de Seaside foi um grande sucesso; a cidade de Seaside que daí resultou é globalmente reconhecida como um dos mais importantes e aprazíveis projectos de ordenamento do território desde a Segunda Guerra Mundial.

## Componentes
Códigos Baseados na Forma normalmente incluem os seguintes elementos:
- Plano Regulador. Um plano ou mapa da área regulamentada designando os locais onde se aplicam diferentes normas de forma de construção, com base em intenções claras da comunidade relativamente ao carácter físico da área a ser codificada.
- Parâmetros do Espaço Público. Especificações para os elementos dentro do domínio público (por exemplo, passeios, faixas de rodagem, estacionamento nas ruas, árvores de rua, mobiliário urbano, etc.).
- Parâmetros para Forma Edificada. Regulamentos relativos à configuração, características e funções dos edifícios que definem e formam o espaço público.
- Administração. Um processo de candidatura e revisão de projectos claramente definido.
- Definições. Um glossário para assegurar a utilização correcta dos termos técnicos.

Códigos Baseados na Forma podem também incluir:
- Parâmetros Arquitectónicos. Regulamentos que verificam a qualidade arquitectónica externa e os materiais.
- Parâmetros Paisagísticos. Regulamentos relativos ao desenho paisagístico e material vegetal em propriedade privada com impacto nos espaços públicos (por exemplo, regulamentos para rastreio e sombreamento de parques de estacionamento, manutenção de linhas de visão, assegurar a deslocação desobstruída de peões, etc.).
- Parâmetros de Sinalização. Regulamentos relativos ao tamanho da sinalização permitido, materiais, iluminação e posicionamento.
- Parâmetros para Recursos Ambientais. Regulamentos relativos a questões como drenagem e infiltração de águas pluviais, desenvolvimento em declives, protecção de árvores, acesso solar, etc.
- Anotações. Texto e ilustrações que explicam as intenções de cláusulas específicas do código.

## Identificação
Como determinar se um regulamento de ordenamento é um Código Baseado na Forma e se está bem formulado? Os CBF recebem geralmente respostas afirmativas a todas as seguintes perguntas:
- O foco do código é principalmente na regulação da forma urbana e pouco no uso do solo?
- O código é mais fiscalizante do que sugestivo?
- O código enfatiza padrões e parâmetros para forma com resultados físicos previsíveis (alinhamento, tipo de frentes, etc.) em vez de depender de parâmetros numéricos (coeficiente de aproveitamento, densidade, etc.) cujos resultados são impossíveis de prever?
- O código exige que os edifícios privados dêem forma ao espaço público através da utilização de parâmetros de forma predial com requisitos específicos para a colocação dos edifícios?
- O código promove e/ou preserva uma rede de ruas interligadas e quarteirões à escala pedestre?
- Os regulamentos e as normas estão definidos para locais específicos no plano regulador?
- Os diagramas no código são inequívocos, claramente identificados, e rigorosos na sua apresentação de configurações espaciais?[3]